# Papilio garamas
Papilio garamas is een vlinder uit de familie van de pages (Papilionidae). De wetenschappelijke naam van de soort is voor het eerst geldig gepubliceerd in 1834 door Jacob Hübner.

## Kenmerken
De spanwijdte bij mannetjes bedraagt ongeveer 12 cm, bij vrouwtjes is dit 15 cm.

## Verspreiding en leefgebied
Deze vlindersoort komt voor van Panama tot Mexico.

## Onderseurten
- Papilio garamas garamas
- Papilio garamas abderus Hopffer, 1856
- Papilio garamas electryon Bates, 1864
- Papilio garamas syedra Godman & Salvin, 1878
- Papilio garamas baroni Rothschild & Jordan, 1906